# Rattus satarae
La rata de los bosques de Sahyadri (Rattus satarae) es una especie de rata de la familia Muridae. Es nativa de los bosques de Sahyadri, en los Ghats occidentales, al oeste de la India, una zona dividida en tres regiones: Satara, en Maharashtra; las montañas del Nilgiri, en Tamil Nadu; y el distrito de Kodagu, en Karnataka.

## Aspecto
R. satarae posee un largo, suave pelaje marrón dorado y blanco y negro en la parte inferior. Posee, además, una cola muy larga. (2) Inicialmente fue descrita como una subespecie de la rata negra (Rattus rattus) debido a su parecido con esta. No obstante, su ADN demuestra que son dos especies muy distintas, sin cruces entre ambas, a pesar de que ambas comparten el mismo hábitat. Se cree que su parecido es debido a convergencias como resultado de compartir el mismo nicho ecológico.

## Vulnerabilidad
La rata R. satarae se halla en la lista de animales vulnerables del UICN, dado que su hábitat está restringido a menos de 2.000 km² de bosque. Las zonas en las que vive, se hallan muy repartidas y es un animal muy sensible a los cambios en su hábitat. La especie es objeto de merma de su hábitat y del número de individuos adultos de su población. Las principales amenazas a las que se ven sometidos son la pérdida de bosque frente a plantaciones, la actividad maderera, el uso de pesticidas y la invasión de especies invasoras.
Esta especie tan solo ha sido vista en los humedales caducifolios y los bosques de árboles perennes al norte de los Ghats occidentales de la India, entre los 700 y los 2.150 m de altitud. Viven casi exclusivamente en nidos o en madrigueras a nivel medio o alto del dosel arbóreo, y tan solo ocasionalmente descienden al suelo, al pie de los árboles. Se alimentan de fruta y de insectos.